# Поломошинское сельское поселение
Поломошинское се́льское поселе́ние — упразднённое муниципальное образование в Яшкинском районе Кемеровской области Российской Федерации.
Административный центр — село Поломошное.

## История
Статус и границы сельского поселения установлены Законом Кемеровской области от 17 декабря 2004 года № 104-ОЗ «О статусе и границах муниципальных образований»

## Население
| 2010  | 2011  | 2012  | 2013  | 2014  | 2015  | 2016  |
| ----- | ----- | ----- | ----- | ----- | ----- | ----- |
| 2582  | ↘2579 | ↘2540 | ↘2509 | ↘2445 | ↘2376 | ↘2345 |
| 2017  | 2018  | 2019  |       |       |       |       |
| ↘2296 | ↘2265 | ↘2205 |       |       |       |       |

Население на 1 января 2018 года составляет: 2 265.

## Состав сельского поселения
| № | Населённый пункт     | Тип населённого пункта       | Население |
| - | -------------------- | ---------------------------- | --------- |
| 1 | Октябрьский          | посёлок                      | 108       |
| 2 | Осоавиахим           | посёлок                      | 5         |
| 3 | Поломошное           | село, административный центр | 1684      |
| 4 | Сланцевый Рудник     | посёлок                      | 2         |
| 5 | Тутальская           | станция                      | 680       |
| 6 | Тутальский Санаторий | посёлок                      | 103       |